# Demarcus Christmas
Demarcus Christmas (Bradenton, 4 luglio 1995) è un giocatore di football americano statunitense che milita nel ruolo di defensive end per i Saskatchewan Roughriders della Canadian Football League (CFL).

## Carriera

### Seattle Seahawks
Al college Christmas giocò a football a Florida State. Fu scelto nel corso del sesto giro (209º assoluto) del Draft NFL 2019 dai Seattle Seahawks. Fu inserito in lista infortunati il 31 agosto 2019. Il 5 settembre 2020 fu svincolato. Il 17 settembre firmò con la squadra di allenamento. Fu svincolato il 6 ottobre. Con i Seahawks non disputò gare ufficiali.

### Pittsburgh Steelers
Il 7 novembre 2020 Christmas firmò con la squadra di allenamento dei Pittsburgh Steelers. IL 14 gennaio 2021 firmò un nuovo contratto da riserva. Fu svincolato il 1º luglio 2021, e tornò in lista infortunati il 6 luglio. Anche con gli Steelers non scese mai in campo nella stagione regolare.

### Saskatchewan Roughriders
L'11 maggio 2022 Christmas firmò con i Saskatchewan Roughriders della Canadian Football League. Debuttò con la squadra l'anno successivo e nella prima partita contro gli Edmonton Elks fece subito registrare un sack.